# Amannus pectoralis
Amannus pectoralis är en skalbaggsart som beskrevs av Leconte 1858. Amannus pectoralis ingår i släktet Amannus och familjen långhorningar. Inga underarter finns listade i Catalogue of Life.